# Álvaro Núñez de Lara (m. 1287)

Escudo de armas de la Casa de Lara.

Álvaro Núñez de Lara (m. 1287) fue un noble castellano, hijo de Juan Núñez I de Lara, señor de la Casa de Lara, y su primera esposa, Teresa Álvarez de Azagra, señora de Albarracín.

## Orígenes familiares
Sus abuelos paternos fueron Nuño González de Lara "el Bueno", señor de la Casa de Lara, y su esposa Teresa Alfonso, y los maternos, Álvaro Pérez de Azagra, señor de Albarracín, y su esposa, Inés de Navarra, hija ilegítima del rey Teobaldo I de Navarra. Sus hermanos, tenidos por su padre con su segunda esposa, fueron Juan Núñez II de Lara, señor de la Casa de Lara, Nuño González de Lara, Teresa Núñez de Lara y Haro, y Juana Núñez de Lara.

## Biografía
Se desconoce su fecha exacta de nacimiento, aunque debió de ocurrir alrededor del año 1261. El genealogista Luis de Salazar y Castro, caballero de la Orden de Santiago y autor de la obra Historia genealógica de la Casa de Lara, afirmó en sus escritos, presentando pruebas de ello, que Álvaro Núñez de Lara no fue hijo de Juan Núñez I de Lara, sino hermano suyo. No obstante, dicha afirmación ha sido desmentida por numerosos historiadores modernos basándose en la documentación de la época.

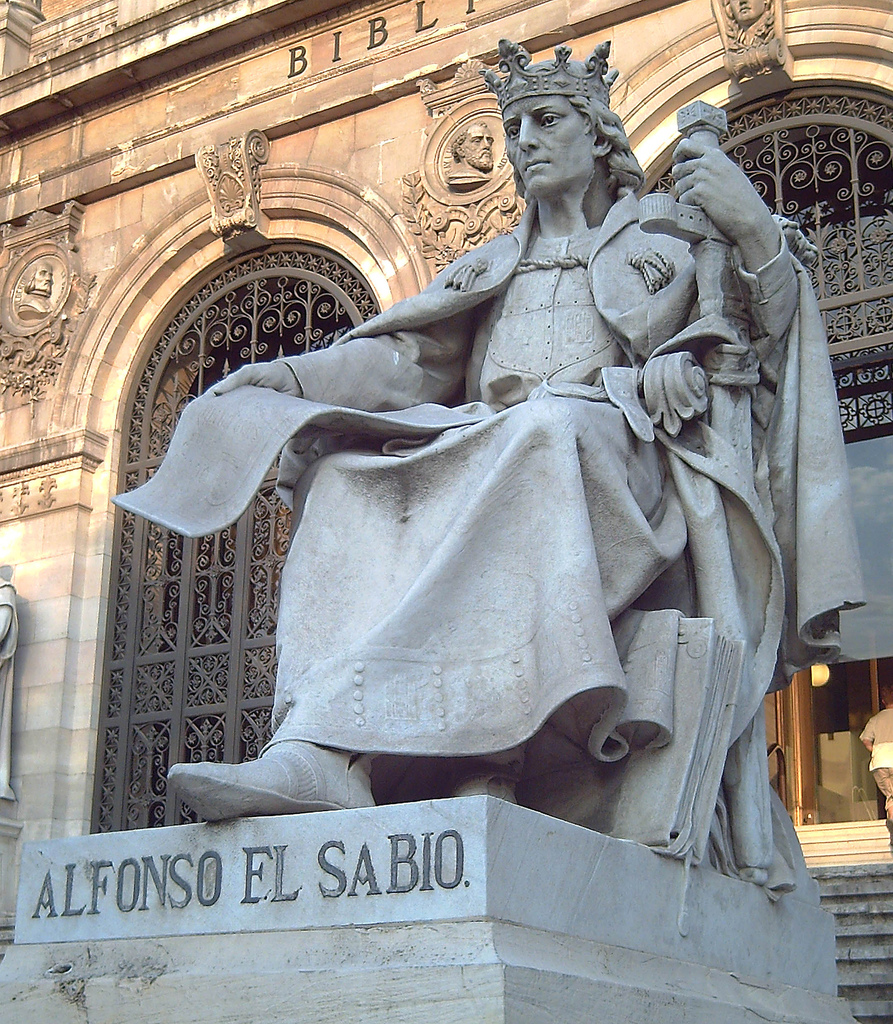
Estatua que representa a Alfonso X, rey de Castilla. Biblioteca Nacional de España, Madrid.

En 1282 Álvaro Núñez de Lara apoyó al infante Sancho IV de Castilla, quien se había sublevado contra su padre, el rey Alfonso X, por hallarse en desacuerdo con la intención de su padre de legar el trono castellano-leonés a su muerte a los infantes de la Cerda. Acompañó al infante Sancho cuando este último, hallándose en la ciudad de Córdoba, se puso en camino para reprimir la revuelta de la ciudad de Badajoz, que había apoyado hasta ese momento al infante Sancho. Posteriormente acompañó de nuevo al infante Sancho IV de Castilla en la defensa de la ciudad de Córdoba, que había sido sitiada por Alfonso X y por el rey de Marruecos, aunque ambos monarcas se vieron obligados a levantar el asedio, regresando a continuación Alfonso X a la ciudad de Sevilla.
En 1283 Álvaro Núñez de Lara abandonó al infante Sancho IV de Castilla y pasó a servir a su padre, el rey Alfonso X el Sabio. De igual modo que Álvaro Núñez de Lara procedieron Nuño Fernández de Valdenebro y Juan Fernández "Cabellos de Oro", nieto del rey Alfonso IX de León. Los tres individuos, entre otros ricoshombres, abandonaron al infante Sancho y, previo consentimiento del infante, se dirigieron sin que nadie les estorbase el paso al reino de Portugal, desde donde viajaron a la ciudad de Sevilla, donde se hallaba la Corte de Alfonso X.
Tras su llegada a la ciudad de Sevilla, el rey Alfonso X le ordenó que se uniese junto con sus hombres a la expedición que, encabezada por el infante Juan de Castilla "el de Tarifa" y por Fernán Pérez Ponce de León I, Adelantado mayor de la frontera de Andalucía, tenía por objeto apoderarse de la ciudad de Mérida, que se hallaba en manos de los partidarios del infante Sancho de Castilla. En la misma expedición tomaron parte, junto a Álvaro Núñez de Lara, Juan Fernández "Cabellos de Oro", Nuño Fernández de Valdenebro, Pedro Páez de Asturias y Fernán Fernández de Limia. La ciudad de Mérida fue ocupada rápidamente por las tropas de Alfonso X.

En el mes de abril de 1284 falleció en la ciudad de Sevilla el rey Alfonso X, siendo sucedido en el trono por su hijo mayor, el infante Sancho IV de Castilla. Tras la defunción de Alfonso X, Álvaro Núñez de Lara formó parte del grupo de ricoshombres y magnates castellano-leoneses que impidieron que el infante Juan de Castilla "el de Tarifa" hermano del nuevo rey, se apoderase de la ciudad de Sevilla. Posteriormente, presenció las entradas de Sancho IV en las ciudades de Córdoba y Sevilla, y estuvo presente en la confirmación, por parte del rey Sancho IV, de los privilegios de la ciudad de Sevilla.

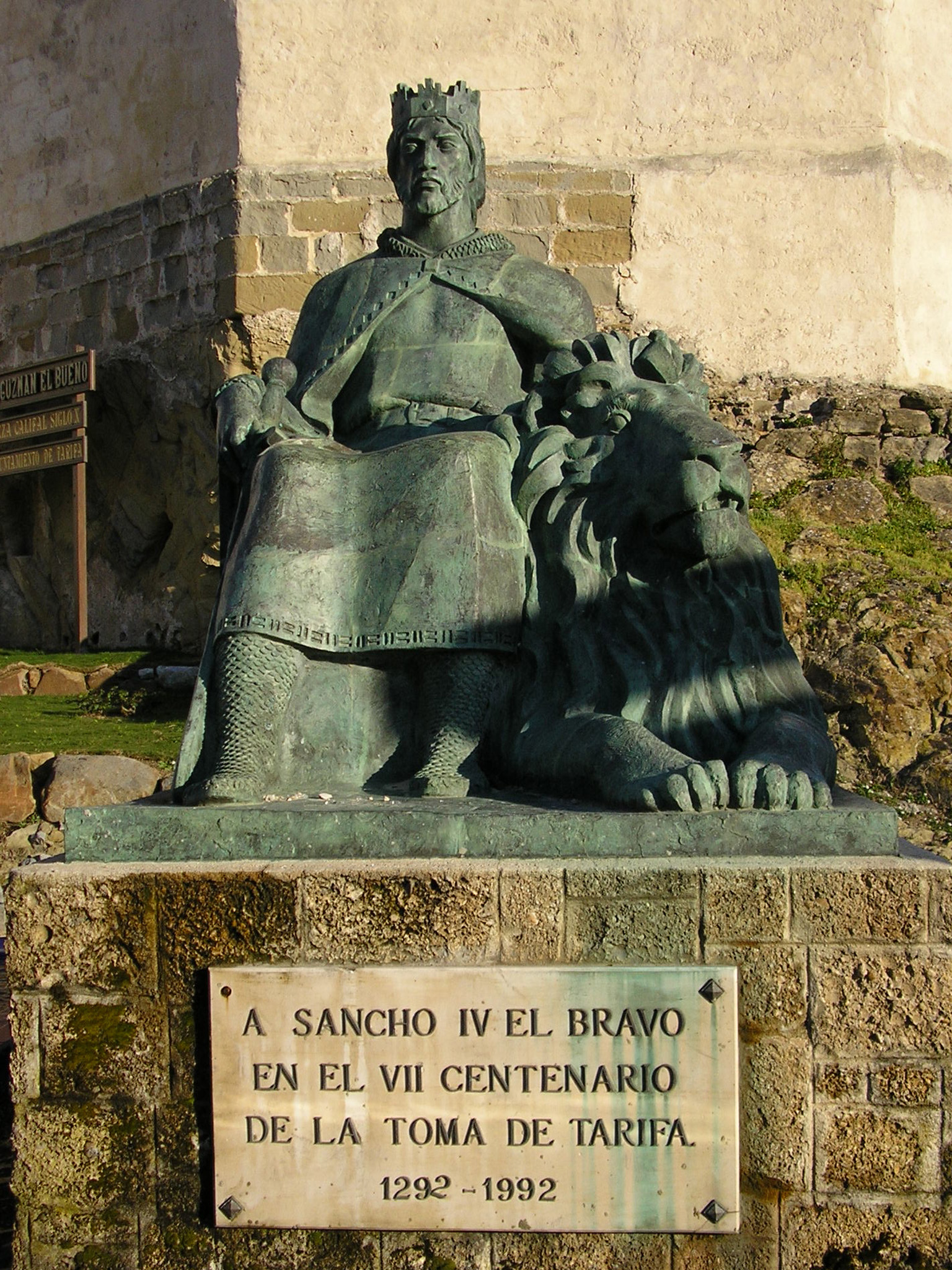
Estatua que representa a Sancho IV, rey de Castilla. Tarifa.

En 1285 la ciudad de Jerez de la Frontera fue sitiada por el rey de Marruecos, y Álvaro Núñez de Lara acompañó a Sancho IV en la expedición que se dirigió a socorrer la ciudad sitiada, que se vio libre del asedio tras la llegada de las tropas castellano-leonesas. A continuación, Álvaro Núñez de Lara formó parte del grupo de magnates que aconsejó a Sancho IV que presentase batalla a los musulmanes, a lo que se opusieron el infante Juan de Castilla "el de Tarifa" y Lope Díaz III de Haro, señor de Vizcaya, pues amenazaron al rey con abandonarle si persistía en combatir a los musulmanes, ya que ambos magnates manifestaban que el monarca debía contentarse con haber conseguido el levantamiento del asedio de Jerez de la Frontera.
En 1285 confirmó varios privilegios otorgados por el rey Sancho IV y el día 6 de diciembre de ese año nació en la ciudad de Sevilla el infante Fernando IV de Castilla, hijo de Sancho IV y de la reina María de Molina, quien a la muerte de su padre heredó el trono de Castilla y León. En 1286 acompañó al rey Sancho IV durante la peregrinación que el monarca realizó a Santiago de Compostela.
En 1287, debido a su enemistad con Lope Díaz III de Haro, señor de Vizcaya y valido del rey, abandonó Castilla y se dirigió al reino de Portugal. Desde allí, y merced a su amistad con el infante Alfonso de Portugal, hijo del rey Alfonso III de Portugal, comenzó a atacar las tierras del reino de Castilla, utilizando como bases las fortalezas de la frontera controladas por el infante Alfonso de Portugal, quien se hallaba enemistado con su hermano, el rey Dionisio I de Portugal. Por ello, el rey Dionisio I de Portugal, quien se hallaba en buenas relaciones con Sancho IV de Castilla, ordenó a los concejos de la frontera que atacasen a su hermano y a Álvaro Núñez de Lara, quien perdió a numerosos vasallos suyos en varias escaramuzas libradas con las tropas portuguesas. Poco después, el castillo de Arronches, que se hallaba en manos del infante Alfonso de Portugal, fue sitiado por las tropas de los reyes de Castilla y de Portugal. No obstante, el 13 de diciembre de 1286, después de varios meses de asedio, el rey Dionisio I de Portugal firmó un acuerdo con su hermano, el infante Alfonso, por el cual este último quedaba obligado a entregar al rey el castillo de Arronches, y a cambio recibiría el castillo de Armamar.
Debido a la creciente influencia en la corona de Castilla de Lope Díaz III de Haro, señor de Vizcaya y valido del rey, Álvaro Núñez de Lara fue persuadido para que regresase al reino de Castilla y León, a fin de que con su poderío e influencia contrarrestase los abusos y desmanes cometidos por el señor de Vizcaya, quien ejercía una considerable influencia sobre Sancho IV de Castilla.
Álvaro Núñez de Lara falleció sin haber contraído matrimonio ni dejar descendencia, a principios de 1287, poco después de haber regresado al reino de Castilla. 